# Луїсвілл (Джорджія)
Луїсвілл (англ. Louisville) — місто (англ. city) в США, в окрузі Джефферсон штату Джорджія. Населення — 2381 особа (2020).

## Географія
Луїсвілл розташований за координатами 32°59′46″ пн. ш. 82°24′1″ зх. д. / 32.99611° пн. ш. 82.40028° зх. д. (32.996099, -82.400142).  За даними Бюро перепису населення США в 2010 році місто мало площу 9,53 км², з яких 9,34 км² — суходіл та 0,18 км² — водойми.

## Демографія
Згідно з переписом 2010 року, у місті мешкали 2493 особи в 875 домогосподарствах у складі 587 родин. Густота населення становила 262 особи/км².  Було 1006 помешкань (106/км²).
Расовий склад населення:
| - 70,4 % — чорних або афроамериканців - 28,5 % — білих - 0,6 % — азіатів |

До двох чи більше рас належало 0,3 %. Частка іспаномовних становила 0,7 % від усіх жителів.
За віковим діапазоном населення розподілялося таким чином: 26,2 % — особи молодші 18 років, 57,7 % — особи у віці 18—64 років, 16,1 % — особи у віці 65 років та старші. Медіана віку мешканця становила 37,8 року. На 100 осіб жіночої статі у місті припадало 82,5 чоловіків;  на 100 жінок у віці від 18 років та старших — 75,8 чоловіків також старших 18 років.
Середній дохід на одне домашнє господарство  становив 46 664 долари США (медіана — 25 147), а середній дохід на одну сім'ю — 47 545 доларів (медіана — 44 115). Медіана доходів становила 42 578 доларів для чоловіків та 26 625 доларів для жінок. За межею бідності перебувало 32,9 % осіб, у тому числі 50,5 % дітей у віці до 18 років та 14,9 % осіб у віці 65 років та старших.
Цивільне працевлаштоване населення становило 857 осіб. Основні галузі зайнятості: освіта, охорона здоров'я та соціальна допомога — 20,7 %, публічна адміністрація — 20,4 %, роздрібна торгівля — 11,0 %, виробництво — 10,9 %.